# Heinrich Brauner
Heinrich Brauner (* 21. November 1928 in Wien; † 1. Juni 1990 ebenda) war ein österreichischer Mathematiker.

## Leben
Brauner studierte ab 1946 an der Universität Wien Physik und Mathematik. Er verfasste zwei Dissertationen: Über (n+1)-fache Orthogonalsysteme von Riemannschen Hyperflächen der Klasse 1 im euklidischen Raum {\displaystyle R^{n+1}} 1949 bei Johann Radon und an der Technischen Universität Wien Kongruente Verlagerung kollinearer Räume in axiale Lage 1952 bei Walter Wunderlich. 1960 nahm er einen Ruf an die Universität Stuttgart an und 1969 kehrte er an die Technische Universität Wien zurück.
1958 erhielt er den Förderungspreis der Österreichischen Mathematischen Gesellschaft und 1986 das Österreichische Ehrenkreuz für Wissenschaft und Kunst I. Klasse.

## Werke
- Differentialgeometrie. Vieweg, Braunschweig 1981, ISBN 3-528-03809-8
- Lehrbuch der konstruktiven Geometrie. Springer, Wien 1986, ISBN 3-211-81833-2